# Villanueva de la Sierra (kommunhuvudort)
Villanueva de la Sierra är en kommunhuvudort i Spanien.   Den ligger i provinsen Provincia de Cáceres och regionen Extremadura, i den centrala delen av landet, 230 km väster om huvudstaden Madrid. Villanueva de la Sierra ligger 503 meter över havet och antalet invånare är 563.
Terrängen runt Villanueva de la Sierra är kuperad åt nordost, men åt sydväst är den platt. Terrängen runt Villanueva de la Sierra sluttar söderut. Runt Villanueva de la Sierra är det glesbefolkat, med 13 invånare per kvadratkilometer. Närmaste större samhälle är Montehermoso, 13,5 km söder om Villanueva de la Sierra. Omgivningarna runt Villanueva de la Sierra är huvudsakligen savann.